# Дослідно-конструкторське бюро авіації загального призначення
Дослідно-конструкторське бюро авіації загального призначення — науково-виробниче підприємство оборонно-промислового комплексу України.
Розташоване на території аеродрому «Чайка» в Києво-Святошинському районі Київської області.

## Історія
ДКБ АЗП було створене в 1994 році на базі відділення надлегких літальних апаратів авіаційного науково-технічного комплексу ім. О. К. Антонова.
В 1995 році ДКБ АЗП стало головним виконавцем «Програми розвитку авіації загального призначення в Україні».
В подальшому, ДКБ АЗП розробляло проекти легких літаків і гелікоптерів, виготовляло мотодельтаплани.
На початку 1998 року на основі конструкції мотодельтаплану Т-2 було створено двомісний мотодельтаплан Т-2М "Maverick".
В 2003 році було сертифіковано сільськогосподарський варіант мотодельтаплану Т-2М - мотодельтаплан Т-2МСХ.
Після створення в грудні 2010 року державного концерну «Укроборонпром», ДКБ АЗП було включене до його складу.
В січні 2015 року представникам міністерства оборони України було продемонстровано кілька розробок ОПК України для збройних сил України. Однією з представлених розробок був розвідувальний мотодельтаплан Т-2М виробництва ДКБ АЗП.